# 오시마 료타
오시마 료타(일본어: 大島 僚太, 1993년 1월 23일 ~ )는 일본의 축구 선수로 현재 가와사키 프론탈레에서 미드필더로 활약하고 있으며 가와사키 프론탈레의 프랜차이즈 스타이다.

## 선수 경력

### 클럽
2011년 가와사키 프론탈레 입단을 통해 프로에 데뷔한 후 J1리그 4회 우승(2017, 2018, 2020, 2021) 및 1회 준우승(2016), 2016년 일왕배 준우승, 일본 슈퍼컵 2회 우승(2019, 2021) 및 1회 준우승(2017), 2017년 J리그컵 준우승, 2019년 J리그컵 준우승, 2020년 일왕배 우승, 3번의 J리그컵 4강 진출(2013, 2014, 2020), 2021년 일왕배 4강 진출, 2017년 AFC 챔피언스리그 8강 진출에 기여했고 J1리그 2018 베스트 11에도 선정되는 등 현재까지도 가와사키 프론탈레의 핵심 미드필더로 활약하고 있다.

### 국가대표팀
일본 U-23 대표팀 소속으로 2016년 AFC U-23 챔피언십 본선에 출전하여 팀의 사상 첫 AFC U-23 아시안컵 우승 및 6회 연속 올림픽 본선 진출에 기여했다.
그 후 2016년 5월 26일 기린컵을 앞두고 일본 성인대표팀에 첫 발탁된 뒤, 9월 1일 FIFA 월드컵 예선, 아랍에미리트와의 경기에서 데뷔했다. 
2018년 FIFA 월드컵 본선 엔트리에 합류하여 팀의 8년만의 16강 진출에 힘을 보탰으나 정작 본인은 단 1경기도 출전하지 못했다. 2017년과 2019년 EAFF E-1 풋볼 챔피언십에도 출전, 준우승. 그는 2019년까지 국제 A매치 통산 7경기에 출전했다.

## 통계
| 일본 | 일본 | 일본 |
| 연도 | 출전 | 득점 |
| ---- | ---- | ---- |
| 2016 | 1    | 0    |
| 2017 | 1    | 0    |
| 2018 | 3    | 0    |
| 2019 | 2    | 0    |
| 통산 | 7    | 0    |